# Maimouna Diakhaby
Pour les articles homonymes, voir Diakhaby.
Maimouna Diakhaby, née le 13 octobre 1985 à Conakry, est une activiste guinéenne.
Elle est la conseillère chargée de la digitalisation au ministère de l’enseignement technique et de la formation professionnelle depuis le 27 décembre 2021.

## Biographie
Elle étudie au lycée français de Conakry avant de poursuivre des cours de Business International à l’Université de Philadelphie, puis obtenir une seconde licence en sciences politiques à l’université de Montréal au Canada en 2007. Lors de ses études, elle travaille pour l'organisation Femmes du monde.

## Activiste
Féministe depuis l'âge de 11 ans, elle crée un journal de femmes dans son école. Elle est également la fondatrice de l'organisation non gouvernementale "Entreprendre Ensemble" qui s'intéresse au développement personnel et à la transformation sociale en Guinée. Après la constitution du gouvernement Kassory en 2018, sous-représenté en femmes, elle crée le hashtag PasSansElleGN sur les réseaux sociaux,.

## Parcours professionnel
Maimouna Diakhaby travaille comme assistante du ministre des mines et de la géologie de Guinée sous la présidence d'Alpha Condé dans le gouvernement Kassory Fofana.
Après le coup d'état du 5 septembre 2021, elle est nommée conseillère chargée de la digitalisation au ministère de l’enseignement technique et de la formation professionnelle le 27 décembre 2021.

## Théâtre
Maimouna est également autrice de cinq pièces de théâtre touchant aux maux du continent africains et inspiré de sa propre vie.

## Prix et reconnaissances
- 2016 : Mandela Washington Fellowship for Young African Leaders[8]
- 2018 : Prix Engagement Féminin aux J Awards[9],[10]